# Pete Candoli

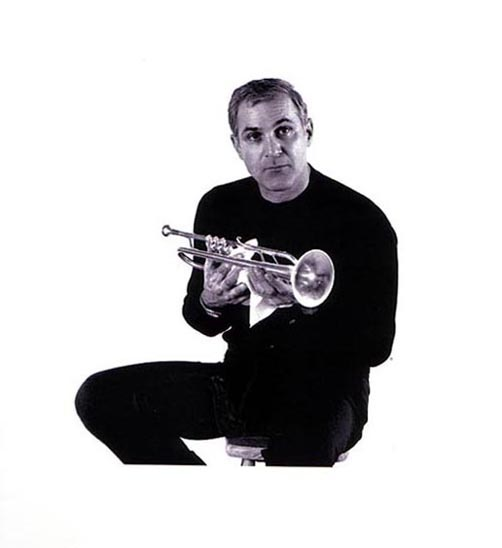
Pete Candoli

Walter Joseph „Pete“ Candoli (* 28. Juni 1923 in Mishawaka, Indiana; † 11. Januar 2008 in Studio City, Kalifornien) war ein US-amerikanischer Jazz-Trompeter und Arrangeur des Swing und Cool Jazz.

## Leben
Candoli lernte Bass und Horn, bevor er zur Trompete wechselte. In den 1940er Jahren spielte er in verschiedenen Big Bands wie der von Sonny Dunham (1941), Benny Goodman, Ray McKinley 1942, Tommy Dorsey 1943 bis 1944 und Charlie Barnet. Candoli ist vor allem aus seiner Zeit 1944 bis 1946 in der Big Band (First Herd) von Woody Herman bekannt, wo er als Solist durch seine Fähigkeiten im Spiel in den hohen Registern bekannt wurde, und durch exzentrische Auftritte im Superman-Kostüm, weshalb er den Spitznamen „Superman with a Horn“ erhielt. Er spielte auch erste Trompete in der Aufnahme des „Ebony Concerto“ von Igor Strawinsky, das dieser für das Woody-Herman-Orchester schrieb. Danach spielte er 1947/48 in der Glenn-Miller-Nachfolge-Band von Tex Beneke und später – nach einer durch eine Lippenverletzung bedingten Karrierepause – vor allem als Studiomusiker an der Westküste, wo er auch mit Musikern des „West Coast Jazz“ wie Shorty Rogers, Gerry Mulligan und Art Pepper aufnahm. Er trat daneben mit Les Brown, Woody Herman und Stan Kenton auf und spielte und arrangierte mit Sängern wie Peggy Lee (Black Coffee, 1953), Ella Fitzgerald oder Judy Garland. Auch begleitete er Frank Sinatra. 
Von 1953 bis 1958 war Candoli mit der Filmschauspielerin Vicky Lane verheiratet, mit der er eine gemeinsame Tochter hatte. 1954/55 hatte er eine eigene Combo. Von 1957 bis 1962 hatte er gemeinsam mit seinem Bruder Conte Candoli eine eigene Band, mit der auch die Sängerin Betty Hutton begleitete, mit der er von 1960 bis 1967 verheiratet war. Mit seiner Combo spielte er in der romantischen Komödie Meine Braut ist übersinnlich (Bell Book and Candle) (Regie: Richard Quine 1958), dem Melodram Rivalen (Kings Go Forth) (Regie: Delmer Daves, Hauptrollen: Frank Sinatra, Tony Curtis, Natalie Wood, 1958) sowie der Gene Krupa Story (Regie: Don Weis 1959); er trat gelegentlich auch in der Peter Gunn-Krimiserie auf (1959, er ist auch auf den Peter Gunn Alben von Henry Mancini zu hören) und war später auch als Komparse tätig. Mit seiner dritten Frau, der Sängerin Edie Adams, tourte er in den 1970er Jahren durch die Nachtclubs, wobei er nicht nur Trompete spielte und das Orchester leitete, sondern ebenfalls sang. 
Candoli ist auf zahlreichen Plattenaufnahmen als Sideman zu hören. Er gab Seminare an mehreren Universitäten.

## Würdigung
Pete Candoli war der ältere Bruder des Jazz-Trompeters Conte Candoli, der von ihm Trompete spielen lernte, dessen Bigband-Karriere er erste Anstöße gab und mit dem er häufiger zusammenarbeitete. Mit seinem Bruder wurde er 1997 in die „International Jazz Hall of Fame“ aufgenommen.